# Мелентьєва Галина Аркадіївна
Галина Аркадіївна Меле́нтьєва (рос. Галина Аркадьевна Мелентьева; нар. 5 грудня 1934, Томськ — пом. літо 2006) — радянська артистка балету, народна артистка Молдавської РСР з 1967 року.

## Біографія
Народилася 5 грудня 1934 року в місті Томську (нині Росія). 1952 року закінчила Фрунзенське хореографічне училище (нині Бішкецьке хореографічне училище імені Чолпонбека Базарбаєва), була ученицею Бюбюсари Бейшеналієвої. Упродовж 1952—1956 років — солістка Киргизького театру опери та балету. З 1956 року — балерина Молдавського театру опери та балету. Нагороджена орденом Трудового Червоного Прапора.
З 1973 року на пенсії. Померла влітку 2006 року.

## Партії
Киргизький театр опери та балету
- Зарема («Бахчисарайський фонтан» Бориса Асаф'єва);
- Раймонда («Раймонда» Олександра Глазунова);
- Джоркин і Айдай («Чолпон» Михайла Раухвегера);

Молдавський театр опери та балету
- Одетта-Оділія («Лебедине озеро» Петра Чайковського);
- Зарема («Бахчисарайський фонтан» Бориса Асаф'єва);
- Лауренсія («Лауренсія» Олександра Крейна);
- Есмеральда («Есмеральда» Чезаро Пуньї);
- Вакханка («Вальпургієва ніч» Шарля Гуно);
- Марія, Клеопатра («Зламаний меч», «Антоній і Клеопатра» Едуарда Лазарєва);
- Льодяна діва («Сольвейг» Едварда Гріга);
- Іляна («Сестри» Лева Когана);
- Катя («Останній бал» Юрія Бірюкова);
- Кармен («Кармен-сюїта» Жоржа Бізе — Родіона Щедріна).